# Rundspatenmaschine

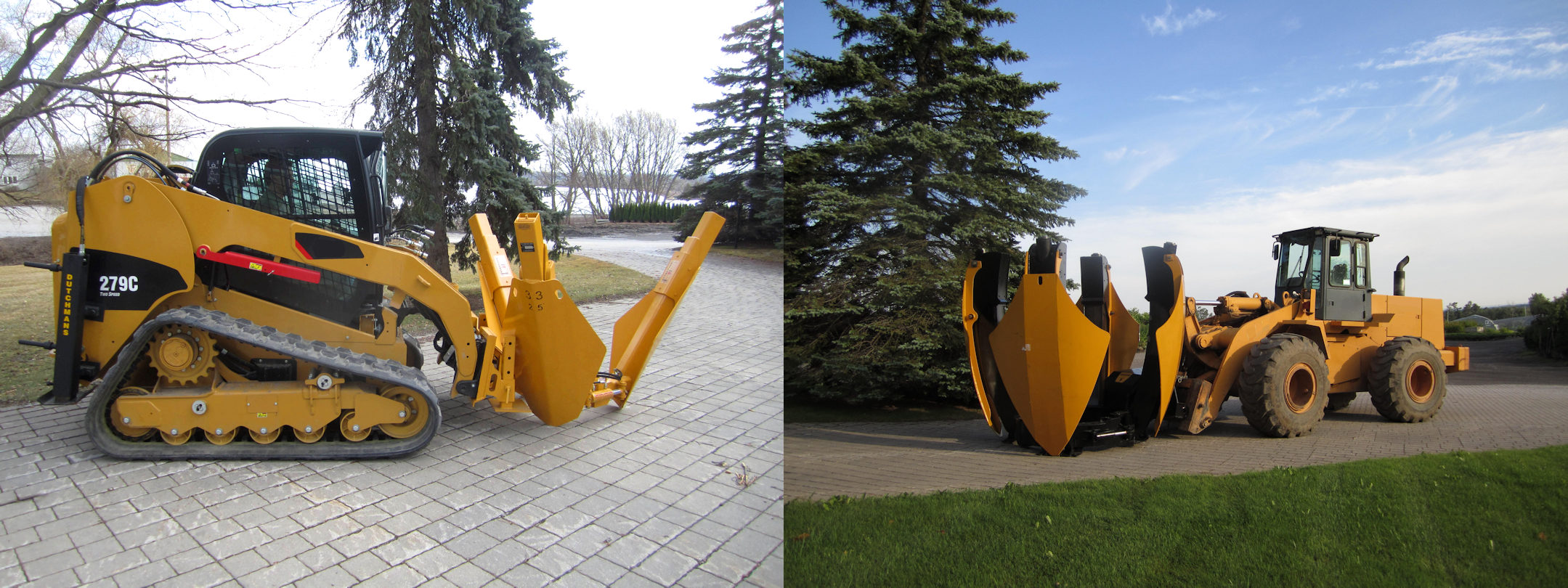
Zwei verschiedene Bagger mit montierten Rundspaten

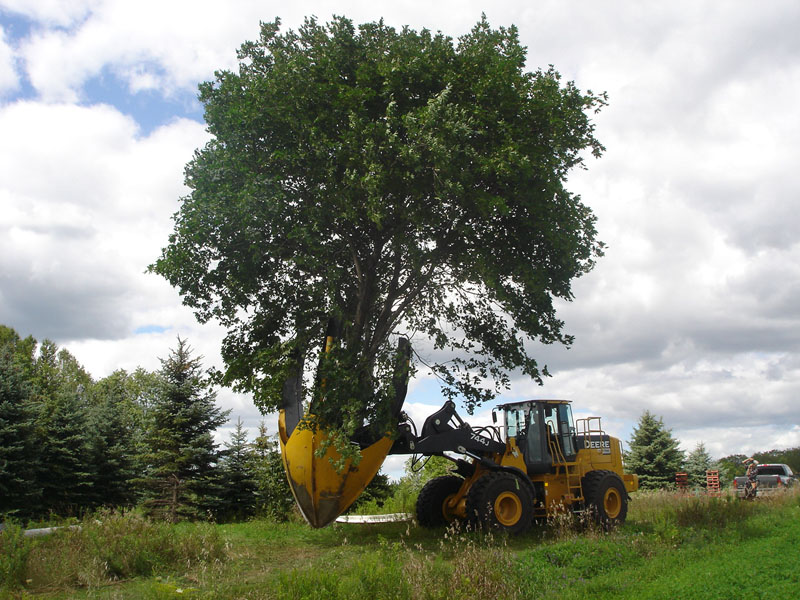
Umsetzung eines großen Baumes

Eine Rundspatenmaschine ist eine spezialisierte Maschine zum Umpflanzen großer Pflanzen. Dazu gehören große Büsche und kleine bis mittlere Bäume. Die Mechanisierung ersetzt insbesondere das Ausgraben mit Spaten durch Menschen, und das Verladen auf ein Fahrzeug. Heutzutage werden Rundspatenmaschine häufig in der Baumschulwirtschaft verwendet, um die Produktionsraten zu erhöhen, und im Landschaftsbau, um Bäume zu entfernen und zu verpflanzen.

## Rundspaten
Eine typische Maschine besteht aus einer Reihe von Rundspaten, die das auszugrabende Gewächs umgeben. Typisch sind 3 oder 4 Klingen, es existieren jedoch auch Konstruktionen mit einem oder zwei Spaten. Ziel ist, dass nach Eintreiben der Spaten in den Boden das Wurzelwerk umschlossen und in einem Stück herausgehoben werden kann. In einer Baumschule erfolgt die Ablage häufig in Töpfen und Körben, mit der die Pflanze in den Verkauf geht. Im Landschaftsbau wird ein Gewächs häufig umgesetzt, und in ein vorbereitetes Pflanzloch wieder eingesetzt. Die Rundspatenmaschinen werden in verschiedenen Varianten gebaut, mit geraden oder gekrümmten Spaten, für verschiedene Wurzelballendurchmesser und Wurzeltiefen. Bisher wurden Durchmesser bis 3 Metern erreicht.
Die Rundspatenmaschinen werden gewöhnlich an Radladern montiert, verschiedene Traktoren und Kettenfahrzeuge sind jedoch auch möglich. Für den Transport über Straßen werden Bäume häufig in eine horizontale Position gekippt, was einen entsprechend großen Bagger oder Kipper-Lkw als Grundfahrzeug erfordert. Der selten gebaute Optimal 3000 etwa sitzt auf einem fünfachsigen, allradangetriebenen Tatra 815 mit einem Gesamtgewicht von 45 Tonnen und kann damit 6,5 Kubikmeter mit bis zu 10 Tonnen ausheben, sodass auch Bäume mit 150 Zentimetern Stammumfang verladen werden können.
Die erste Rundspatenmaschinen bei Opitz wurden 1971 gebaut. Dieter Opitz ließ sich dabei von einer Spatenmaschine aus den USA inspirieren, die allerdings mit Kettenantrieb arbeitete, während seine und heutige Rundspatenmaschinen hydraulisch angetrieben sind. Schon vorher gab es Pflanzmaschinen in den Baumschulen. Für kleinere Bäume sind dort Ballenschneider weiter üblich.

## Ballenstecher
Die Rundspatenmaschinen werden auch als große Formen der Ballenstechmaschinen betrachtet. Die typischen Ballenstecher führen die Klingen nicht unter der Pflanze zusammen, sondern stechen die Spaten fast gerade ins Erdreich. Bei kleinen Pflanzen genügt dies, den Ballen direkt herauszuheben. Bei größeren Pflanzen hat Demcon ein Unterschneidmesser kombiniert, wie es von Ballenschneidern bekannt ist. Die hebbaren Ballendurchmesser liegen hier bei 30 bis 50 Zentimeter oder 100 bis 150 Zentimeter. Für Ballengrößen bis 30 Zentimeter wird kein Schneidmesser kombiniert, und es genügt, die zwei Spaten mit einem Winkel von 10 Grad einzutreiben. Ein Transport über längere Strecken ist mit dem offen liegenden Wurzelballen hier nicht vorgesehen.